# Distrito Municipal de Greenview n.º 16
Greenview n.º 16 es un distrito municipal canadiense situado en la provincia de Alberta.

## Superficie
Greenview n.º 16 tiene una superficie de 32 925,53 km².

## Demografía
En 2021, tenía 8584 habitantes, una densidad poblacional de 0,3 hab./km², y 3955 viviendas.